# Marius Mondelé
Marius Mondelé est un footballeur belge, né le 12 décembre 1913 à Molenbeek-Saint-Jean (Belgique) et mort le 7 février 1981 à Libramont-Chevigny.

## Biographie
Il a évolué comme avant-centre au Daring Club de Bruxelles de 1931 à 1945.
Excellent buteur, il est connu pour avoir arrêté la série de 60 matchs sans défaite en championnat de l'Union Saint-Gilloise, le 10 février 1935 lors de la rencontre Daring-Union (2-0) : sur le terrain gelé du Stade Oscar Bossaert, il marque les deux buts du Daring et prélude à la domination de son club sur le championnat belge. Il remporte le Championnat de Belgique en 1936 et en 1937.
Il a également joué quatre fois en équipe de Belgique.

## Palmarès
- International en 1935 et 1936 (4 sélections)
- Champion de Belgique en 1936 et 1937 avec le Daring Club de Bruxelles
- Meilleur buteur du Championnat de Belgique en 1935 avec 28 buts et en 1938 avec 32 buts
- Vainqueur de la Coupe de Belgique en 1935 avec le Daring Club de Bruxelles